# Adagio en do majeur pour harmonica de verre
L'Adagio en do majeur pour harmonica de verre K. 356/617a est une œuvre écrite par Wolfgang Amadeus Mozart probablement en 1791 à Vienne. Il s'agit de la dernière d'une série de cinq œuvres écrites pour des instruments peu usités (orgue mécanique, harmonica de verre).

## Historique
On ne connaît pas avec exactitude la date de composition, car Mozart ne l'a pas inscrite dans son catalogue thématique personnel. Ludwig von Köchel considérait que l'œuvre datait au plus tard de 1781 ou de 1782, et lui a attribué le KV 356. Cependant, des études récentes ont révélé que la pièce a été composée en 1791. Elle semble être contemporaine ou postérieure à l'Adagio et rondo pour harmonica de verre, flûte, hautbois, alto et violoncelle que Mozart a composé pour cet instrument.

## Structure
La pièce comprend un seul mouvement:
1. Adagio, à , en do majeur, comprenant 28 mesures, 2 sections répétées 2 fois (mesures 1 à 8, mesures 9 à 28)

- Durée de l'interprétation : environ 3 minutes